# Mairie du 20e arrondissement de Paris

Logo de la mairie du de Paris.

La mairie du 20e arrondissement de Paris est le bâtiment qui héberge les services municipaux du 20e arrondissement de Paris, en France.

## Situation et accès
Elle est située sur la place Gambetta, au no 6, entre l'avenue Gambetta et la rue Belgrand.

## Historique

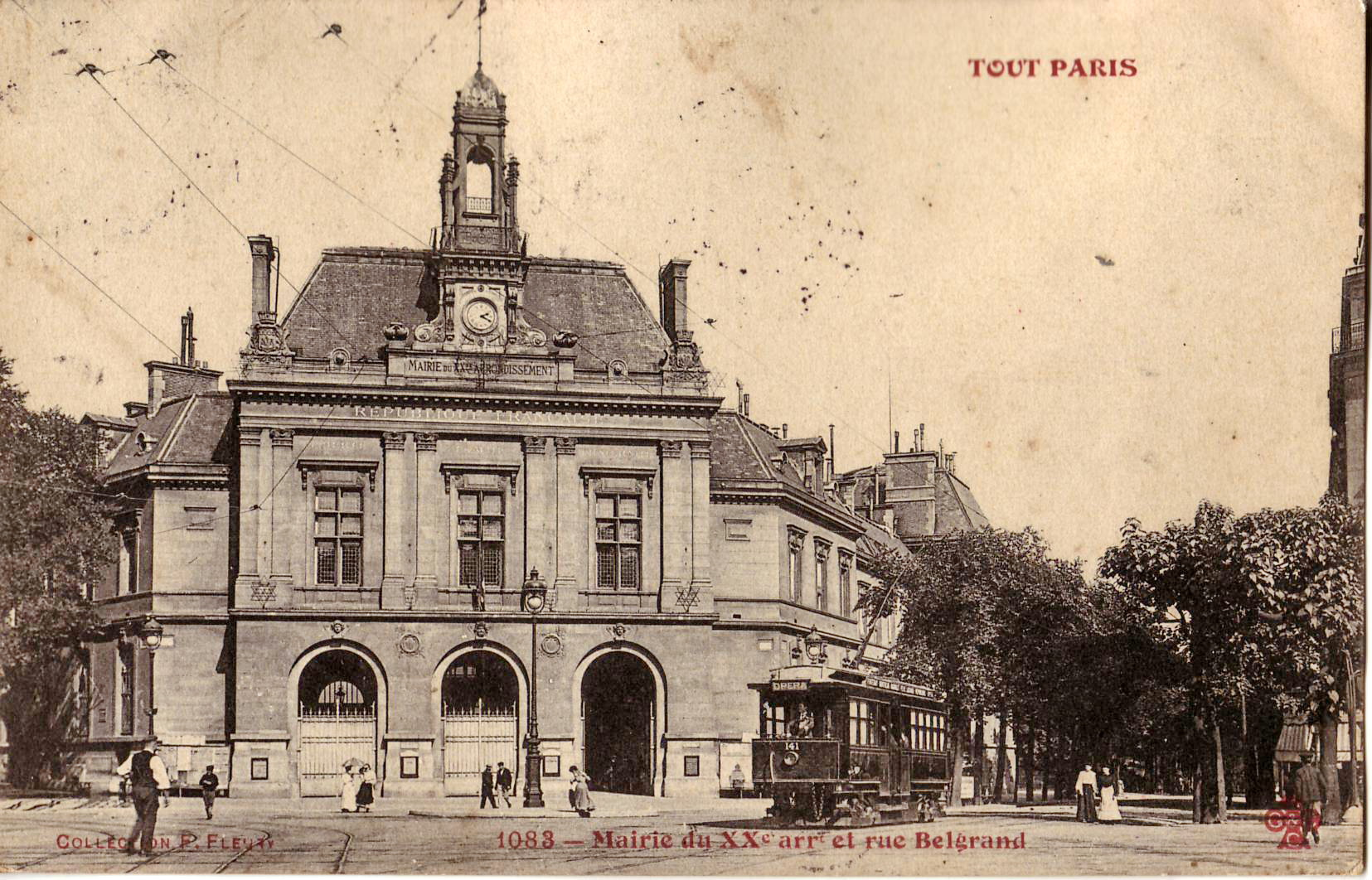
La mairie au début du XXe siècle (avant 1908).

Le bâtiment a été conçu par l'architecte Léon Salleron et construit entre 1867 et 1877. Il est décoré avec des fresques de Pierre-Paul-Léon Glaize.